# Phan Rang–Tháp Chàm
Phan Rang–Tháp Chàm, comumente conhecida como Phan Rang, é uma cidade do Vietnã e capital da província de Ninh Thuận. 

## Etimologia
O nome Phan Rang ou no moderno Cham Pan(da)rang é uma forma indígena Austronesianizado do original sânscrito Pāṇḍuraṅga (outro epíteto para o deus hindu Vithoba). Apareceu pela primeira vez nas inscrições Cham por volta do século X como Paṅrauṅ ou Panrāṅ, e depois disso, foi transliterado em vietnamita para Phan Rang. O nome Tháp Chàm significa "Templo/Torre Cham" e deve o seu nome ao Templo Po Klong Garai, na parte norte da cidade.

## História
O que hoje é Phan Rang era anteriormente conhecido como Panduranga, um principado do reino de Champa.
A cidade de Phan Rang foi fundada em 1917 durante a dinastia Nguyễn, por decreto do imperador Khải Định, e permaneceu como capital da província de Ninh Thuận até 1976, quando a província se fundiu com a província de Bình Thuận para formar a província de Thuận Hải.
A cidade foi dividida em Phan Rang no leste, que passou a fazer parte do distrito de Ninh Hải e Tháp Chàm no oeste, que passou a fazer parte do distrito de An Son. Os dois foram novamente combinados em 1992 para se tornarem Phan Rang – Tháp Chàm, a capital da província de Ninh Thuận, alcançando o status de cidade em 2007. 

## Geografia
A cidade de Phan Rang - Thap Cham tem uma área de 79,19 km2, está localizada no centro da província de Ninh Thuan, 1.380 km ao sul de Hanói, 330 km a nordeste da cidade de Ho Chi Minh, 95 km ao sul de Nha Trang.

## Transporte
Phan Rang – Tháp Chàm está localizado na junção das Rotas Nacionais 1A e 27; a primeira conecta a cidade a Hanói ao norte e à cidade de Ho Chi Minh ao sudoeste, enquanto a última atravessa as Terras Altas Centrais em direção a Buôn Ma Thuột.
A cidade está conectada à Ferrovia Norte-Sul na Estação Ferroviária Tháp Chàm; trens expressos de passageiros (SE1/2, SE5/6) param regularmente na estação. Chegando ou saindo da Estação Tháp Chàm 21 Thang 8 conecta Tháp Chàm a Phan Rang. Os ônibus locais vão para o oeste (7 km de viagem) até o terminal rodoviário de Phan Rang, perto do mercado de Phan Rang. O terminal Phan Rang é o centro de ônibus locais e distantes. Os autocarros locais vão para Phu Quy e Phouc Hou (12 km) para a torre Po Re Do ou para as estâncias balneares (5 km). Tomando a direção oposta (oeste) na 21 Thang 8, 1 km chega às torres e centro cultural Po Klong Garai. Os micro-ônibus para Da Lat (viagem de 2,5 horas) pegam os passageiros em um escritório de reservas Tháp Chàm em 21 Thang 8 entre o cruzamento e o cruzamento ferroviário, no entanto, os passageiros podem conseguir assentos com mais segurança no terminal de Phan Rang.